# Technische indicator

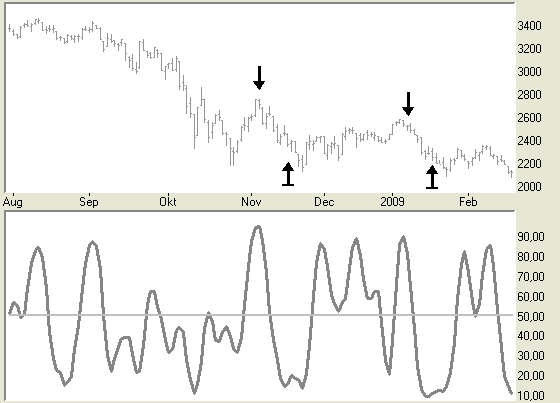
Fictief tradingsysteem. Onderste sectie: technische oscillator-indicator. Bovenste sectie: koersgrafiek met twee short trades gebaseerd op een overbought/ oversold algoritme.

Technische indicator is een begrip uit de statistische technische analyse, ook wel aangeduid als kwantitatieve analyse. Indicatoren zijn een rekenkundige afgeleide van de koersinformatie. Door middel van wiskundige formules wordt getracht om meer inzicht te krijgen in het gedrag van de historische koersdata en zo een visie te ontwikkelen op de toekomstige koersontwikkeling. Statistische analyse is objectief. De uitgevoerde berekeningen zijn maar voor één uitleg vatbaar. Hierdoor kunnen de menselijke emoties worden uitgeschakeld, die vaak de oorzaak zijn van inconsequent en irrationeel handelen op de beurs. De objectiviteit van de statistische analyse wordt in de literatuur vaak gezet tegenover de visuele analyse, welke meer subjectieve elementen bevat.
Als een indicator, al of niet in combinatie met een ander algoritme, objectief aan- en verkooppunten kan aangeven in de markt, dan spreken we ook wel van een tradingsysteem.
Er zijn verschillende soorten indicatoren. De drie belangrijkste zijn:
- Trendvolgende indicatoren - Indicatoren die bedoeld zijn om trades in trending markten te timen. Bijvoorbeeld: Moving Average en Directional Movement Indicator.
- Oscillatoren - Indicatoren die bewegen rond een bepaalde waarde. Vaak zijn deze instrumenten bedoeld om overbought en oversold situaties te detecteren.[4][5] Bijvoorbeeld: Relatieve Sterkte Index (RSI) en Stochastic Oscillator.
- Trendindicatoren - Indicatoren die zijn ontworpen om te bepalen of een bepaalde markt zich in een trend beweegt of juist in een zijwaartse beweging. De meest bekende is de ADX indicator.[6]

Bovenstaand zijn de drie belangrijkste categorieën, daarnaast is er apart nog een soort te onderscheiden: 
- Volume-indicatoren - Sommige indicatoren maken naast de historische koersen ook gebruik van de verhandelde omzet per aandeel, het z.g.n. volume. Veelgebruikte indicatoren die rekenen met deze omzetgegevens zijn: Money Flow Index en On-balance Volume Indicator.

Het proces om een indicator te testen op historische data heet backtesten. Het uitproberen van verschillende parameters om de winstverwachting te verhogen wordt optimaliseren genoemd. Voor het uitvoeren van deze berekeningen wordt vaak gespecialiseerde software gebruikt